# Remnant 2
Remnant 2 (stylisé comme Remnant II ) est un jeu vidéo d'action de tir à la troisième personne développé par Gunfire Games et publié par Gearbox Publishing. En tant que suite de Remnant: From the Ashes, sorti en 2019, le jeu est sorti sur Microsoft Windows, PlayStation 5 et Xbox Series le 25 juillet 2023.

## Système de jeu
Comme son prédécesseur, Remnant 2 est un jeu de tir à la troisième personne inspiré des jeux vidéo Soulslike. Les joueurs peuvent manier jusqu'à deux armes à feu, à côté de leur arme de mêlée. Au début du jeu, les joueurs peuvent sélectionner leurs archétypes de personnages. Par exemple, la classe Gunslinger remplace la classe Ex-cultist du premier jeu et se concentre sur l'utilisation d'armes à feu. La classe Challenger peut déclencher une onde de choc qui désintègre les ennemis, tandis que la classe Hunter a un compagnon chien qui aidera au combat. Les joueurs auront la possibilité de doubler leurs classes au fur et à mesure de leur progression dans le jeu. Le joueur peut également activer différents avantages et compétences spécifiques à l'archétype. Pour le Gunsligner, leur capacité unique est "Loaded", qui recharge instantanément toutes les armes à feu que le personnage porte; pour la classe Handler, la principale capacité d'avantage est "Bonded", qui permet au chien de faire revivre le personnage après être tombé au combat.
Alors que le premier jeu propose une génération procédurale en modifiant la disposition d'un niveau et les points d'apparition des ennemis, il a été considérablement étendu dans Remnant 2. Selon Gunfire Games, les types d'ennemis, l'esthétique d'une région, les boss, les personnages non jouables et le scénario et les quêtes du jeu sont également générés de manière aléatoire. Les joueurs peuvent jouer tout le jeu en solo, bien que le jeu prenne également en charge un mode multijoueur coopératif à trois joueurs.

## Développement
Remnant 2 a été officiellement annoncé par le développeur Gunfire Games et l'éditeur Gearbox Publishing lors des Game Awards 2022. Le jeu est sorti sur Microsoft Windows, PlayStation 5 et Xbox Series le 25 juillet 2023.

## Sortie
Remnant 2 a été le deuxième jeu le plus téléchargé sur le PlayStation Store au mois de juillet 2023.

## Accueil

### Distinction
Le jeu est nommé dans la catégorie « meilleur jeu d'action » au cours des Game Awards 2023, sans pour autant décrocher le lauréat au bénéfice d'Armored Core VI: Fires of Rubicon.